# Karl Theodor Broberg
Karl Theodor Broberg, född 18 oktober 1849 i Sibbo, död 4 oktober 1901 i Helsingfors, var en finländsk präst och skolman.
Broberg, som var en av samskoleidéns första förespråkare i Finland, verkade från 1883 som föreståndare för och religionslärare vid den första samskolan i landet – Läroverket för gossar och flickor, Brobergska skolan, vilken upphörde som en självständig skola 1973. Han gjorde 1886 en resa till USA för att göra sig bekant med denna skoltyp i dess hemland och redogjorde efter hemkomsten för sina iakttagelser i ett flertal publikationer.